# Hold On (canção de KT Tunstall)
"Hold On" (Em português: "Agarre-se") é uma canção de rock alternativo interpretada por KT Tunstall. A canção foi escrita por Tunstall e produzida por Steve Osborne para o segundo álbum de estúdio da cantora escocesa, Drastic Fantastic. A canção foi lançada como primeiro single do álbum no dia 16 de Julho de 2007 nos Estados Unidos da América e no dia 13 de Agosto de 2007 no Canadá. No Reino Unido foi lançada no dia 27 de Agosto de 2007. A música foi tema musical de uma das temporadas de Malhação.

## Paradas
| Top (2007)                | Melhor posição |
| ------------------------- | -------------- |
| Reino Unido Singles Chart | 21             |
| EUA Billboard Pop 100     | 95             |
| Canadá Hot 100            | 46             |
| Irlanda Singles Chart     | 39             |
| United World Chart        | 35             |
| Suíça Singles Chart       | 49             |